# Andrena khankensis
Andrena khankensis är en biart som beskrevs av Osytshnjuk 1995. Andrena khankensis ingår i släktet sandbin, och familjen grävbin. Inga underarter finns listade i Catalogue of Life.